# The Rose Has Teeth in the Mouth of a Beast
The Rose Has Teeth in the Mouth of a Beast è il sesto album in studio di Matmos. Ognuna delle canzoni dell'album è dedicata a una persona famosa gay o lesbica che ha influenzato il duo, e questa influenza si riflette nelle canzoni stesse. Ad esempio, Rag for William S. Burroughs presenta il rumore di una macchina da scrivere e uno sparo, che si riferiscono all'incidente in cui Burroughs sparò a Joan Vollmer, e Tract for Valerie Solanas contiene estratti del trattato SCUM Manifesto.
Come nelle versioni precedenti, il duo si avvale di registrazioni fatte al di fuori dello studio: dalle cose ordinarie a suoni più assurdi, come la registrazione di un utero bovino. Il titolo dell'album è una citazione tratta dal saggio Ricerche filosofiche di Ludwig Wittgenstein. 
The Rose Has Teeth in the Mouth of a Beast ha ricevuto recensioni positive da parte della critica musicale. Il sito Metacritic fornisce un punteggio di 81 su 100 sulla base di 22 critici, indicando "consensi universali". Brandon Stosuy, scrivendo per Pitchfork, ha scritto in una recensione positiva che "ci sono alcuni momenti in cui il concetto è più interessante del risultato, ma in generale gli esperimenti di The Rose Has Teeth portano a frenetiche tracce dance che si raddoppiano come liste di lettura."
Pitchfork lo ha inserito al numero 47 nella lista dei "50 migliori album del 2006".

## Tracce
1. Roses and Teeth for Ludwig Wittgenstein – 5:20
2. Steam and Sequins for Larry Levan – 5:20
3. Tract for Valerie Solanas – 5:07
4. Public Sex for Boyd McDonald – 5:52
5. Semen Song for James Bidgood – 5:02
6. Snails and Lasers for Patricia Highsmith – 5:52
7. Germs Burn for Darby Crash – 4:10
8. Solo Buttons for Joe Meek – 3:33
9. Rag for William S. Burroughs – 13:52
10. Banquet for King Ludwig II of Bavaria – 3:23